# Khalil Fong
Khalil Fong Da Tong (方大同S, Fāng Dà TóngP; Hawaii, 14 luglio 1983 – Dali, 21 febbraio 2025) è stato un cantante e compositore statunitense naturalizzato cinese di Hong Kong.

## Biografia
Fong è nato nelle Hawaii, ma alla tenera età di 6 anni la sua famiglia decise di trasferirsi a Shanghai poiché suo padre Les Fong, un cinese statunitense nato a San Francisco, California, voleva che i suoi figli crescessero immersi nella cultura cinese. Sei anni più tardi, la famiglia si trasferì a Canton, dove rimase altri due anni prima del trasloco definitivo ad Hong Kong.
Khalil imparò da autodidatta a suonare la chitarra e il pianoforte, rispettivamente all'età di 15 e 18 anni. Nel frattempo, aveva già iniziato a comporre le prime canzoni e scrivere i primi testi, e iniziò a 16 anni a mandare alcune demo a dei produttori musicali. Sei anni più tardi, la Warner Music Hong Kong lo assunse come proprio produttore.
Nel 2005, Fong ha pubblicato con l'etichetta discografica Warner Music HK il suo album di debutto, Soulboy, mentre il 29 dicembre 2006 ha visto la nascita del suo secondo album, This Love (愛愛愛).
La sua lingua madre era inglese, ma parlava anche cinese, dialetto di Shanghai, cantonese e pidgin inglese delle Hawaii.

Khalil era di religione Bahá'í.

### Influenze musicali
I generi musicali dai quali Fong ha tratto le sue influenze sono per lo più soul, neo soul, jazz, doo-wop anni '50 e rock.

Tra gli artisti da ricordare tra le sue influenze, anche per quanto riguarda la composizione, vi sono: 
- Cantanti: Stevie Wonder, Michael Jackson, D'Angelo, Steely Dan, NERD
- Produttori: N.E.R.D, R. Kelly, Babyface
- Artisti soul: Stevie Wonder, Marvin Gaye, Earth Wind & Fire
- Artisti neo soul: D'Angelo, Glenn Lewis, Musiq
- Artisti jazz: Bill Evans, Chet Baker, John Coltrane
- Artisti degli anni '50: Ritchie Valens, Buddy Holly, Jackie Wilson

## Carriera
Sebbene la sua base sia ad Hong Kong, Fong ha raggiunto l'apice del successo nell'isola di Taiwan, soprattutto perché la sua musica è principalmente cantata in cinese piuttosto che in cantonese.
Khalil Fong è stato menzionato nel monologo di apertura della puntata del 15 settembre 2009 del Late Night with Conan O'Brien.

### Album
Khalil ha pubblicato il suo primo album studio, Soul Boy, il 18 settembre 2005, e grazie ad esso ha vinto alcuni importanti premi quali il premio d'argento come "Miglior Artista Uomo Esordiente" della classifica Commercial Radio. Il suo secondo album, This Love, è stato pubblicato a dicembre del 2006 e conteneva una delle sue canzoni divenute, successivamente, più popolari, Love Love Love. Il terzo album, Wonderful, ha segnato una svolta di stile rispetto ai due precedenti, con melodie più funky in opposizione alle vecchie ballad lente.
Il quarto album di Khalil, Orange Moon, pubblicato a dicembre del 2008, ha portato un ritorno alle precedenti ballad e al tema amoroso e romantico, decisamente prevalente rispetto a qualsiasi altro.
Ad agosto del 2009, Fong ha pubblicato un album di cover intitolato Timeless, nel quale ha reinterpretato tutte le canzoni che hanno segnato le sue maggiori influenze musicali. Tra queste figurano You are the Sunshine of My Life dell'idolo d'infanzia Stevie Wonder e Bad di Michael Jackson.

## Discografia
- Soul boy (CD) - Warner Music Hong Kong - 2005[3][4][5]
- This Love (CD) - Warner Music Hong Kong - 2006[6][7][8]
- Wonderland (CD) - Warner Music Hong Kong - 2007
- Orange Moon (CD) - Warner Music Hong Kong - 2008
- Timeless (CD) - Warner Music Hong Kong - 2009

## Filmografia

### Serie televisive
- CRHK - Love Park (戀愛樂園)[9][10]

## Premi

### 2008
- Commercial Radio Hong Kong –"Cantante Uomo Chik Chak" - Primo d'oro (叱咤男歌手金獎)
- Commercial Radio Hong Kong –"Singolo in Top Ten Chik Chak" - Secondo posto, Love Song (叱咤十大專業推介第二位, Love Song)
- Commercial Radio Hong Kong –"Produttore/Cantante Chik Chak" - Premio d'oro (叱咤唱作人金獎)
- Commercial Radio Hong Kong –"Compositore Chik Chak" - Premio (叱咤作曲人大獎)
- Mnet KM Music Festival (15 novembre): Migliore Star Esordiente dell'Asia

### 2006
- Metro Hit Radio – "Nuova Voce Calda" (勁爆熱播新聲音)
- Metro Hit Radio – "Nuovo Cantante Potente" (勁爆新勢力歌手)
- Metro Hit Radio – "Nuovi Poteri della Canzone" (勁爆創作新勢力)
- Metro Hit Radio – "Canzone Mandarina più Popolare" - Love Love Love (勁爆國語歌曲 - 愛愛愛)
- Commercial Radio Hong Kong –"Produttore Chik Chak" - Premio d'argento (叱咤唱作人銀獎)
- RoadShow – "Canzone Suprema" - Love Love Love (至尊歌曲 - 愛愛愛)
- RoadShow – "Produttore/Cantante con più Potenziale" (至尊潛力創作歌手)